# 甘酒婆
甘酒婆（あまざけばば、あまざけばばあ）とは、青森県や宮城県などに伝わる老婆の姿をした妖怪。三元社が1940年に発刊した『旅と伝説』、財団法人宮城県史刊行会が1956年に発刊した『宮城県史』、財団法人日本ナショナルトラストが発刊した『自然と文化』1984年秋号に伝承が記録されている。

## 概要
夜中に「甘酒はござらんか?」と民家を訪ね歩く。これに答えてしまうと、甘酒がある、ないのいずれの返答でも病気になる。この妖怪の来訪を防ぐためには戸口にスギの葉を吊るすと良いと信じられていた。似たもので山梨県では「アマザケバンバァ」が毎晩、甘酒や酒を売ろうと家々を訪れていたが、戸口に「甘酒や酒は嫌いだ」と貼ると来なくなったという。
かつて江戸では流行病の時期、疫病神である甘酒婆が「甘酒はないか」と言いながらやって来るといわれ、江戸各地に後述のような咳を治める老婆の神像があったことから、子供を抱える母親たちは急いでこの神像を拝んだという。
文化14年（1817年）から文政3年（1820年）にも、江戸・京都・大坂の三都や名古屋などの大都市でもこの甘酒婆の噂話が流行しており、人々は甘酒婆の甘酒を売る声に返事をすると流行病を患うといって恐れ、前述のスギの葉やナンテンの枝、トウガラシを門口に吊るしたり、「上酒有」と書いた紙を貼っていた。この噂話は、本来は疱瘡（天然痘）を患うという話が伝聞を経て単なる流行病へと変化したものと見られ、このことから甘酒婆とは疱瘡の疫病神である疱瘡神のこととする説もある。
また長野県飯田市では、冬の寒い真夜中に、民家の戸を叩いて甘酒を売って歩く者を甘酒婆と呼ぶ。

## 甘酒婆地蔵

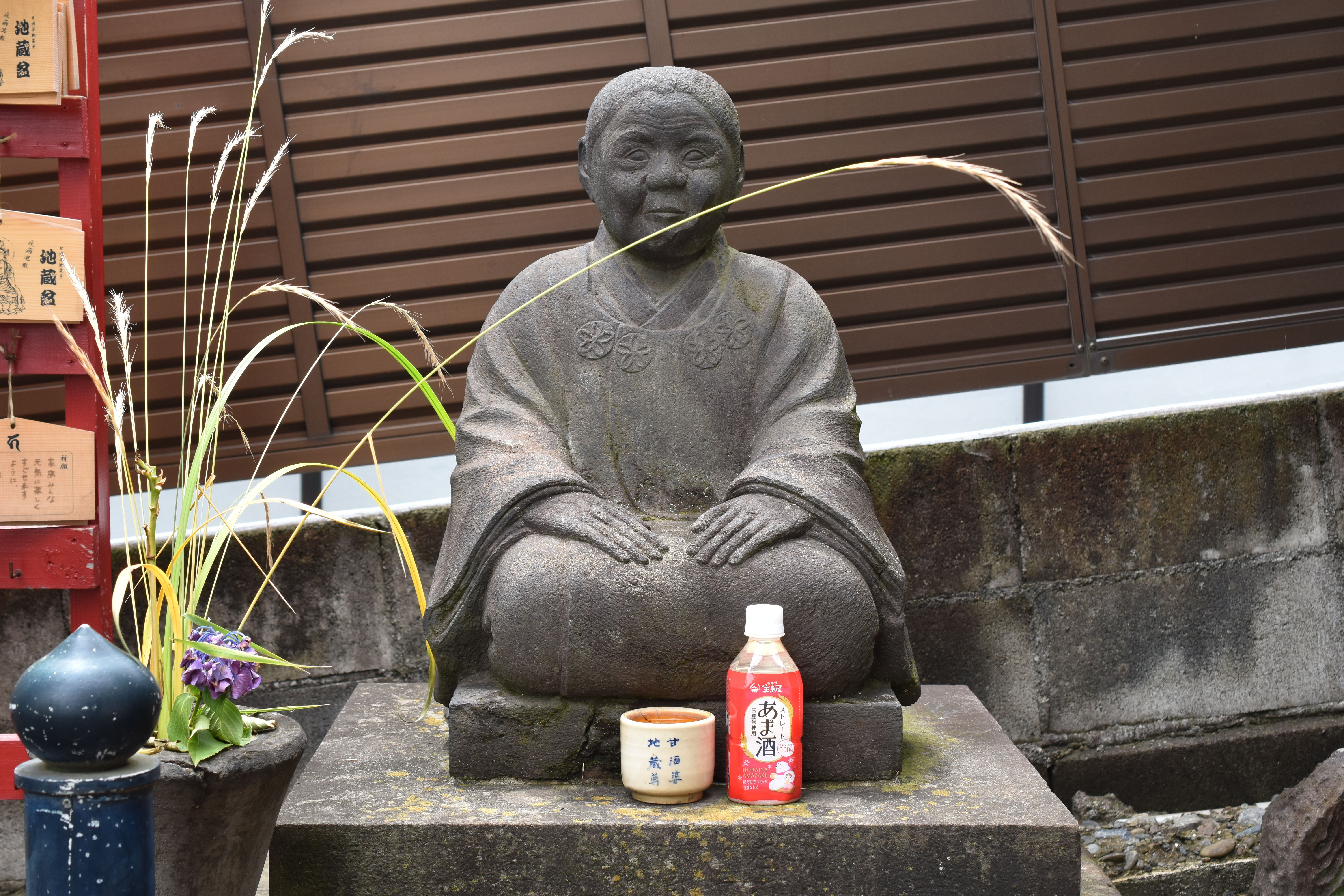
東京都文京区・日輪寺の甘酒婆地蔵

東京都文京区の日輪寺には甘酒婆地蔵という地蔵があるが、これに関しては上記の妖怪とは異なる伝承が残されており、ある老婆の甘酒が風邪に効くと評判になり、その老婆の死後、遺徳を忍んで建てられた像とされている。別説では、かつて日輪寺の近くで甘酒を売っていた老婆がひどい咳に悩まされ、同じ病気の人々を救いたいと言い残して死んだという。この地蔵は、寺の住職が老婆の姿を刻んだもので、やがて咳に悩む人たちが甘酒を供えて祈願するようになったのだという。